# تپه البرز یک
تپه البرز یک مربوط به هزاره ۴ تا هزاره اول قبل از میلاد است و در شهرستان قم، بخش مرکزی، روستای البرز واقع شده و این اثر در تاریخ ۵ آذر ۱۳۸۰ با شمارهٔ ثبت ۴۴۲۱ به‌عنوان یکی از آثار ملی ایران به ثبت رسیده است.